# Colombes
Colombes je město v severozápadní části metropolitní oblasti Paříže ve Francii v departmentu Hauts-de-Seine a regionu Île-de-France. Od centra Paříže je vzdálené 10,6 km.

## Historie

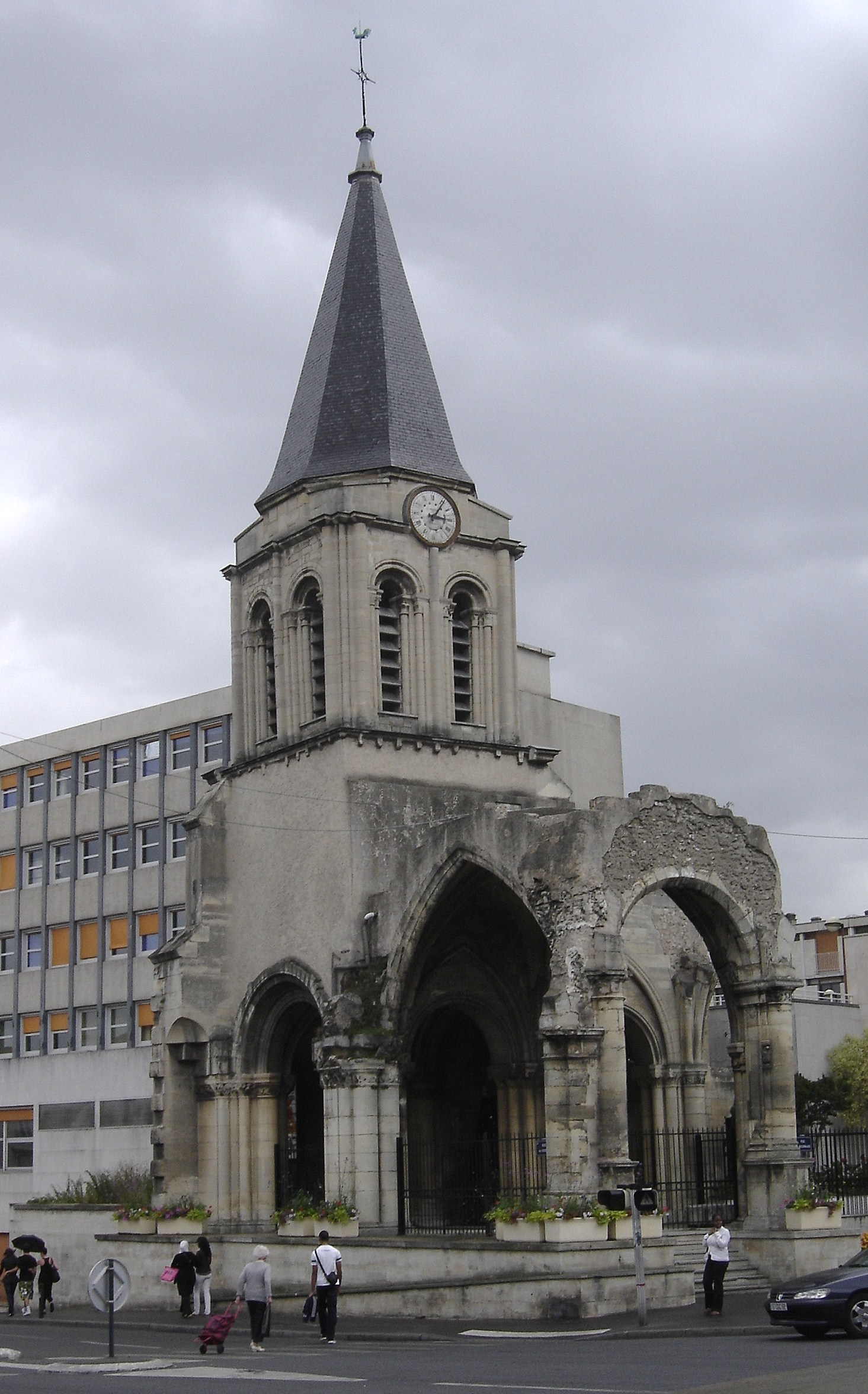
Ruiny kostela sv. Petra a Pavla

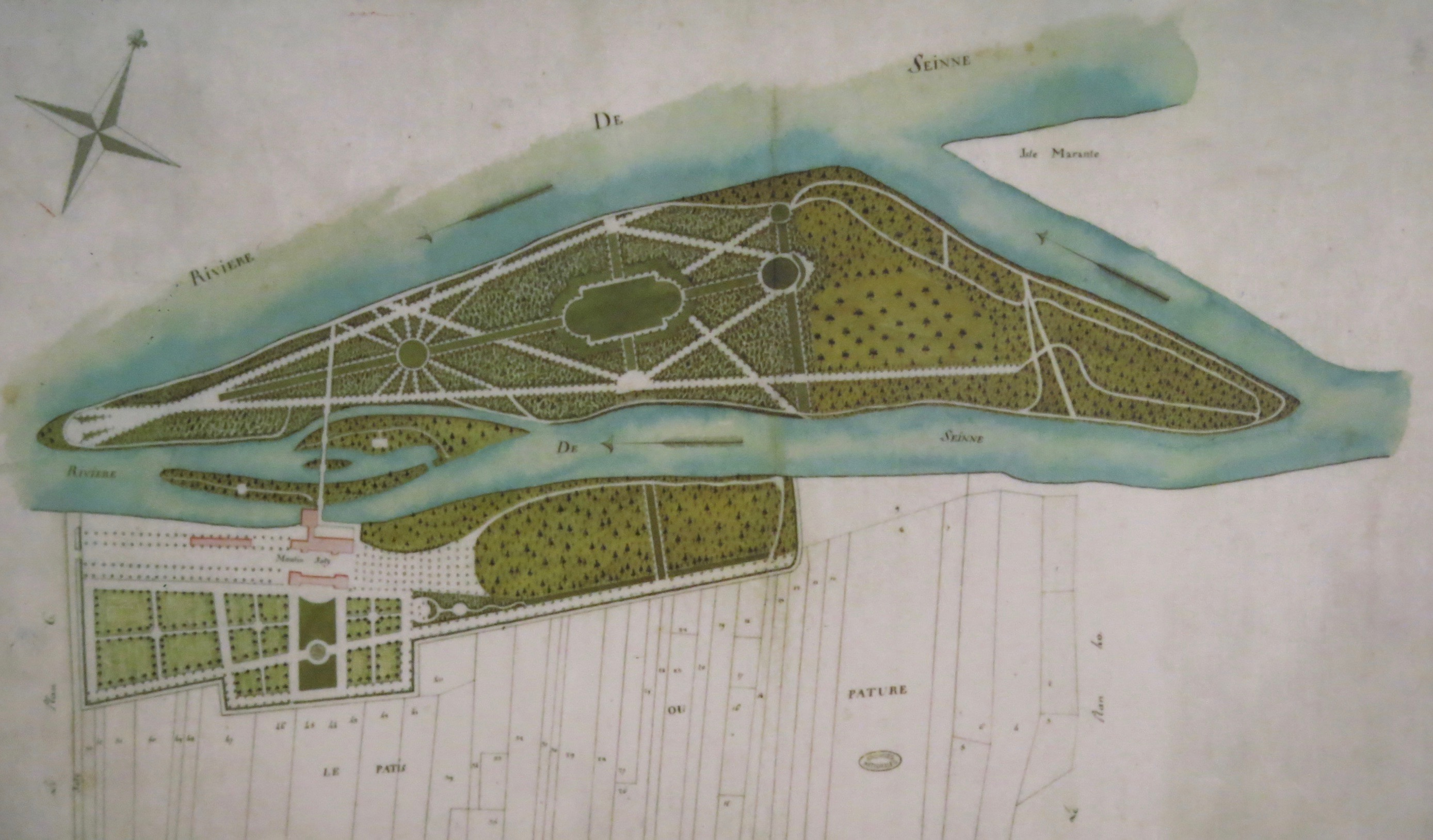
Plán barokního parku Moulin-Joly

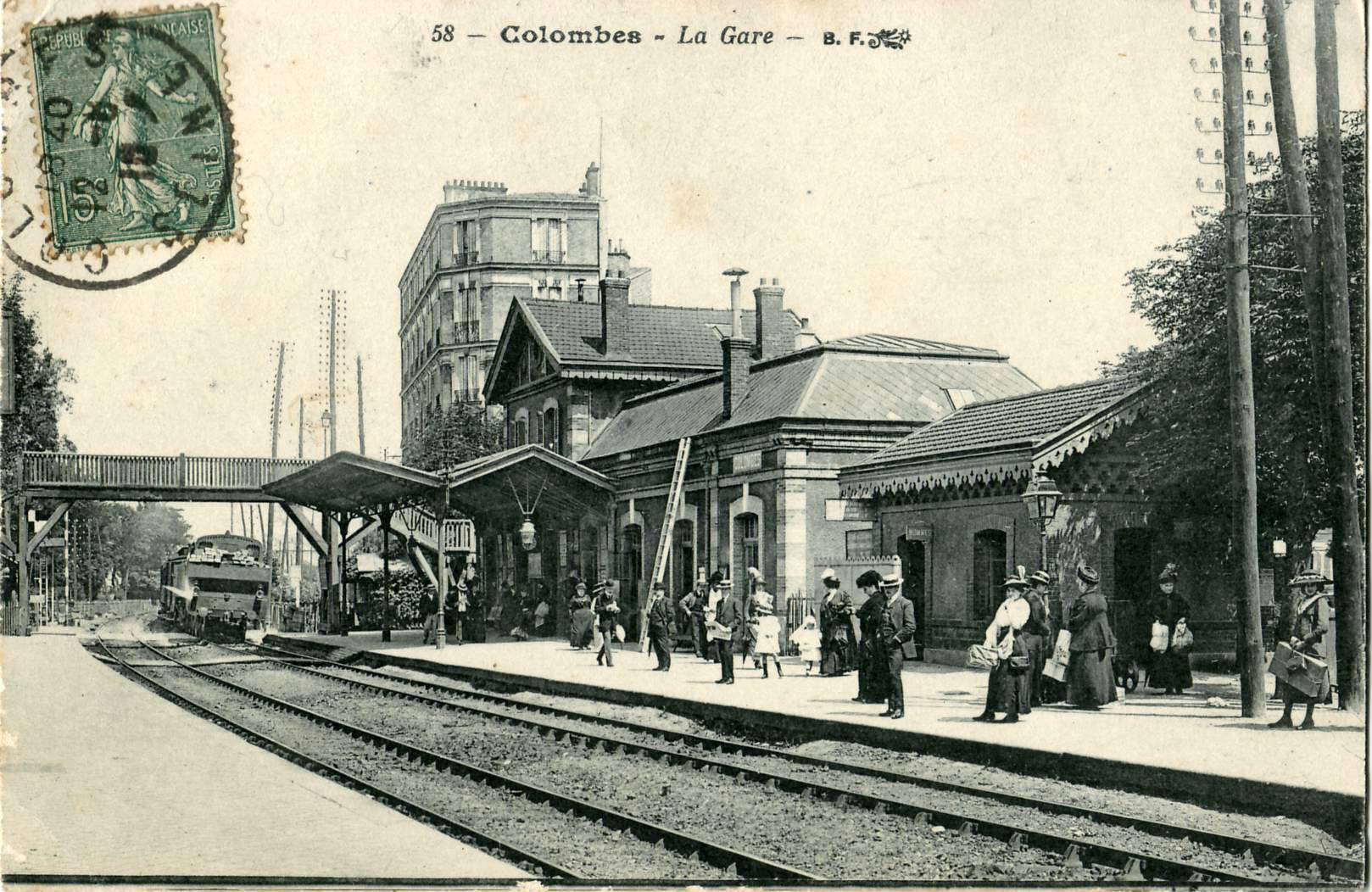
Nádraží v původní podobě z roku 1854, nyní z větší části zbořené

Osídlení je doloženo archeologickými nálezy již z doby keltské, Keltové zde pro své druidy postavili megalitickou kultovní stavbu na sloupech, podle které údajně Římané osadu nazvali Columna (latinsky sloupy, podobně francouzsky colonnes). Z megalitu se dochoval jeden stojící sloup, který 4. srpna 1789 zničili zdejší stoupenci Velké francouzské revoluce. Další archeologické nálezy pocházejí z doby galo-románské, do 6. století se datují základy nalezeného atriového domu.
První písemná zmínka o vesnici Colombes je v listině papeže Alexandra III. z roku 1160, který příjem z ní daroval leprosáriu svatého Lazara. Širší území kolem obce od 12. století patřilo pod správu benediktinského opatství Saint-Denis u Paříže, které dalo postavit gotický kostel sv. Petra a Pavla (jeden z prvních venkovských chrámů ve stylu gotiky), k jeho ochraně dalo vybudovat hrad. Hrad, přestavěný později na zámek, stejně jako kostel, zbořili francouzští revolucionáři a jejich následovníci do roku 1793.
V době renesance a baroka zde bylo oblíbené letovisko francouzského královského dvora, zejména králů Ludvíka XV. a Ludvíka XVI., kteří dali upravit zdejší park Moulin-Joly na ostrůvku Marante, obtékaném řekou Seinou. jejich hosty zde byli například Madame Pompadour, Turgot nebo Benjamin Franklin. Návrh vytvořil roku 1750 výtvarník, sběratel umění a encyklopedista Claude-Henri Watelet, který mu věnoval celou svou esej o zahradách. Zahradní architektura i brány byly zbořeny, zelené plochy se dochovaly v současném parku Pierra Lagravèrea.
Moderní město s výstavbou řadových činžovních domů se začalo rozvíjet po vzoru Paříže od roku 1828. Roku 1854 sem byla přivedena železnice a postaveno nádraží. Dopravním spojením s Paříží (ve vzdálenosti 10,6 km do jejího centra) se město přiblížilo nevýrazné uniformitě pařížských předměstí.
Město je známé především ve sportovním světě svým olympijským stadiónem Stade Olympique Yves-du-Manoir, který byl založen v roce 1907 a na olympijský rozšířen pro letní olympijské hry roku 1924. Po rozpoutání druhé světové války na něm nacisté v roce 1939 zřídili pracovní koncentrační tábor pro  "nevítané cizince z Paříže". Patřili k nim umělci a intelektuálové, jako například malíř Wols.

## Současnost
Nejstarší činžovní domy z 19. století byly plošně zbourány a nahrazeny moderní výškovými stavbami.

## Vývoj počtu obyvatel
Počet obyvatel

## Partnerská města
- Frankenthal, Německo